# Чхончхонган
Чхончхонган (кор. 청천강, трансліт. 淸川江, латиніз. Cheongcheon-gang, дос. «Ch'ŏngch'ŏn'gang») — річка в Північній Кореї, що бере свій початок у горах Ранрім у провінції Чаган, та впадає до Жовтого моря.

## Географія
Бере початок у північній частині Північної Кореї, в горах Ранрім. Протікає в південно-західному напрямку та впадає до Західнокорейської затоки Жовтого моря.
На берегах річки, неподалік від гирла, розташовано місто Анджу. На берегах водойми зведено 10 гідроелектростанцій, що сприяє господарському розвитку регіону.
В естуарії річки розташований пташиний заповідник Мундок площею 8 тисяч гектарів, що має статус міжнародного та перебуває під піклуванням організації BirdLife International. Там гніздяться численні види водоплавних і степових птахів, що є під охороною.

## Історія
- 612 року в битві при Сальсу (Сальсу — колишня назва річки Чхончхонган) війська корейської держави Когурьо завдали нищівної поразки китайській армії імперії Суй.
- В листопаді-грудні 1950 року на берегах річки під час Пхеньян-Хиннамської операції (Корейська війна), загони Корейської народної армії та китайських добровольців здобули значну перемогу над військами американців та їхніх союзників.